# Pontinus accraensis
Pontinus accraensis är en fiskart som beskrevs av Norman, 1935. Pontinus accraensis ingår i släktet Pontinus och familjen Scorpaenidae. Inga underarter finns listade i Catalogue of Life.